# برايان بروملي
برايان بروملي (بالإنجليزية: Brian Bromley)‏ هو لاعب كرة قدم بريطاني، ولد في 20 مارس 1946 في بيرنلي في المملكة المتحدة، وتوفي في 9 مارس 2012 في ساوثهامبتون في المملكة المتحدة. لعب مع برايتون أند هوف ألبيون وبولتون واندررز ودارلينجتون إف سى ونادي بورتسموث ونادي ريدنغ وويغان أتلتيك.